# Hylaea constricta
Hylaea constricta là một loài bướm đêm trong họ Geometridae.